# Akmieniszki (rejon ignaliński)
Akmieniszki – dawny zaścianek. Obecnie część wsi Gryminie na Litwie, w okręgu uciańskim, w rejonie ignalińskim, w gminie Ignalino.

## Historia
W czasach zaborów zaścianek w gminie Daugieliszki, w powiecie święciańskim, w guberni wileńskiej Imperium Rosyjskiego. W 1866 roku należał do dóbr skarbowych Daugieliszki. W 1905 roku liczył 13 mieszkańców, 27 dziesięcin.
W dwudziestoleciu międzywojennym zaścianek leżał w Polsce, w województwie wileńskim, w powiecie święciańskim, w gminie Daugieliszki.
W 1931 zaścianek zamieszkiwało w 4 domach zamieszkiwały 24 osoby.
Miejscowość należała do parafii rzymskokatolickiej w Połuszach. Podlegała pod Sąd Grodzki w Święcianach i Okręgowy w Wilnie; właściwy urząd pocztowy mieścił się w m. Ignalinie.
Od 1991 roku na niepodległej Litwie.